# La Tour-Blanche-Cercles
Pour les articles homonymes, voir Tour Blanche (homonymie).
La Tour-Blanche-Cercles est une commune française située dans le département de la Dordogne, en région Nouvelle-Aquitaine. Elle a été créée le 1er janvier 2017 sous le statut de commune nouvelle et regroupe les anciennes communes de Cercles et La Tour-Blanche.

## Géographie

### Généralités
La commune nouvelle regroupe les communes de Cercles et de La Tour-Blanche, qui deviennent des communes déléguées le 1er janvier 2017. Son chef-lieu se situe à La Tour-Blanche.
| Carte des communes constitutives de La Tour-Blanche-Cercles. |

### Communes limitrophes
La Tour-Blanche-Cercles est limitrophe de huit autres communes.
| Gout-Rossignol                | La Chapelle-Montabourlet |                     |
| Cherval                       | La Tour-Blanche-Cercles  | Mareuil en Périgord |
| Verteillac, Bourg-des-Maisons | Chapdeuil                | Saint-Just          |

### Géologie et relief

#### Géologie
Situé sur la plaque nord du Bassin aquitain et bordé à son extrémité nord-est par une frange du Massif central, le département de la Dordogne présente une grande diversité géologique. Les terrains sont disposés en profondeur en strates régulières, témoins d'une sédimentation sur cette ancienne plate-forme marine. Le département peut ainsi être découpé sur le plan géologique en quatre gradins différenciés selon leur âge géologique. La Tour-Blanche-Cercles est située dans le troisième gradin à partir du nord-est, un plateau formé de calcaires hétérogènes du Crétacé.
Les couches affleurantes sur le territoire communal sont constituées de formations superficielles du Quaternaire et de roches sédimentaires datant pour certaines du Cénozoïque, et pour d'autres du Mésozoïque. La formation la plus ancienne, notée j6, date du Kimméridgien supérieur, composée de sable, grès et calcaires bioclastiques à oolithes polypiers et huîtres. La formation la plus récente, notée CFvs, fait partie des formations superficielles de type colluvions carbonatées de vallons secs : sable limoneux à débris calcaires et argile sableuse à débris. Le descriptif de ces couches est détaillé dans  les feuilles « no 734 - Nontron » et « no 758 - Périgueux (ouest) » de la carte géologique au 1/50 000 de la France métropolitaine, et leurs notices associées,.

Carte géologique de La Tour-Blanche-Cercles.

#### Relief et paysages
Le département de la Dordogne se présente comme un vaste plateau incliné du nord-est (491 m, à la forêt de Vieillecour dans le Nontronnais, à Saint-Pierre-de-Frugie) au sud-ouest (2 m à Lamothe-Montravel). L'altitude du territoire communal varie quant à elle entre 114 mètres et 211 mètres.
Dans le cadre de la Convention européenne du paysage entrée en vigueur en France le 1er juillet 2006, renforcée par la loi du 8 août 2016 pour la reconquête de la biodiversité, de la nature et des paysages, un atlas des paysages de la Dordogne a été élaboré sous maîtrise d’ouvrage de l’État et publié en octobre 2020. Les paysages du département s'organisent en huit unités paysagères,. La commune fait partie du Périgord central, un paysage vallonné, aux horizons limités par de nombreux bois, plus ou moins denses, parsemés de prairies et de petits champs.
La superficie cadastrale de la commune publiée par l'Insee, qui sert de référence dans toutes les statistiques, est de 23,18 km2,.

### Hydrographie

#### Réseau hydrographique
La commune est située dans le bassin de la Dordogne au sein du Bassin Adour-Garonne. Elle est drainée par le Buffebale, appelé Julie dans sa partie amont, et divers petits cours d'eau, qui constituent un réseau hydrographique de 15 km de longueur totale,,.
Le Buffebale, ou la Julie dans sa partie amont, d'une longueur totale de 10,72 km, prend sa source dans le nord-est de la commune au lieu-dit la Bonnetie (territoire de l'ancienne commune de Cercles) et se jette dans l'Euche sur la commune de Saint-Just. Il arrose le territoire communal sur plus de huit kilomètres, dont près de trois kilomètres, en quatre tronçons, en limite de Chapdeuil et de Saint-Just.

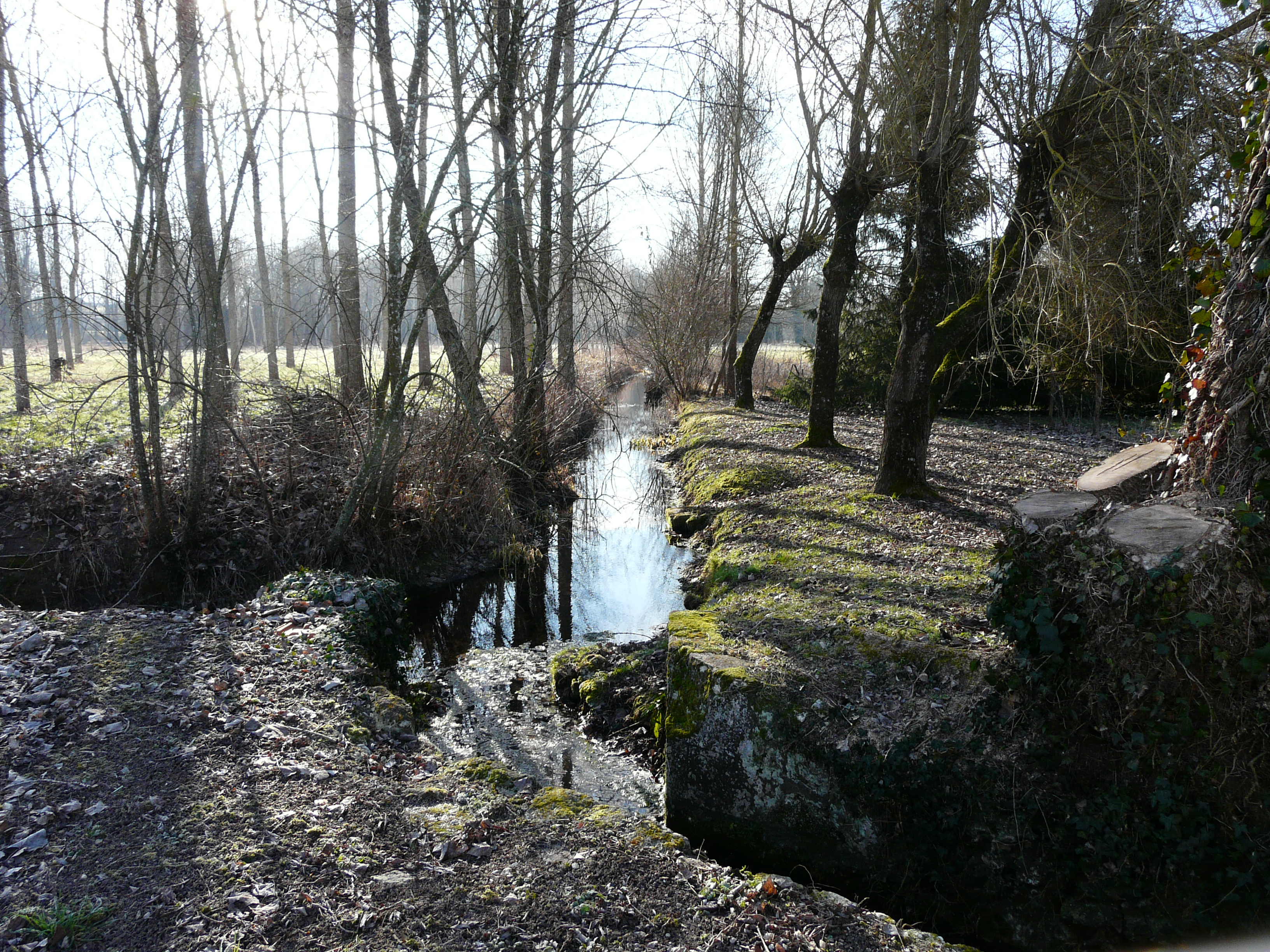
La Julie, en aval du lavoir de La Tour-Blanche.
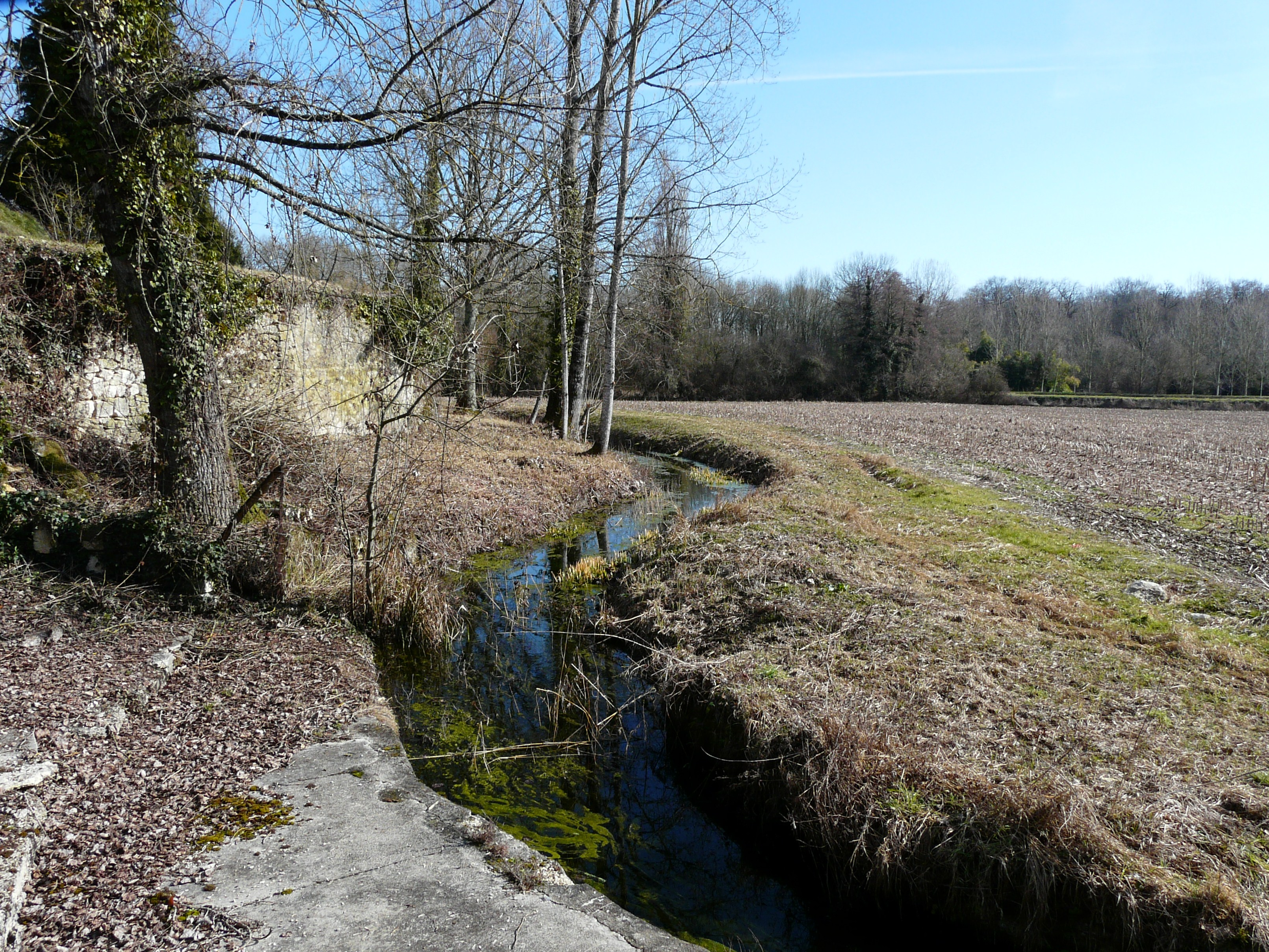
La Julie au pied du château de La Tour-Blanche.
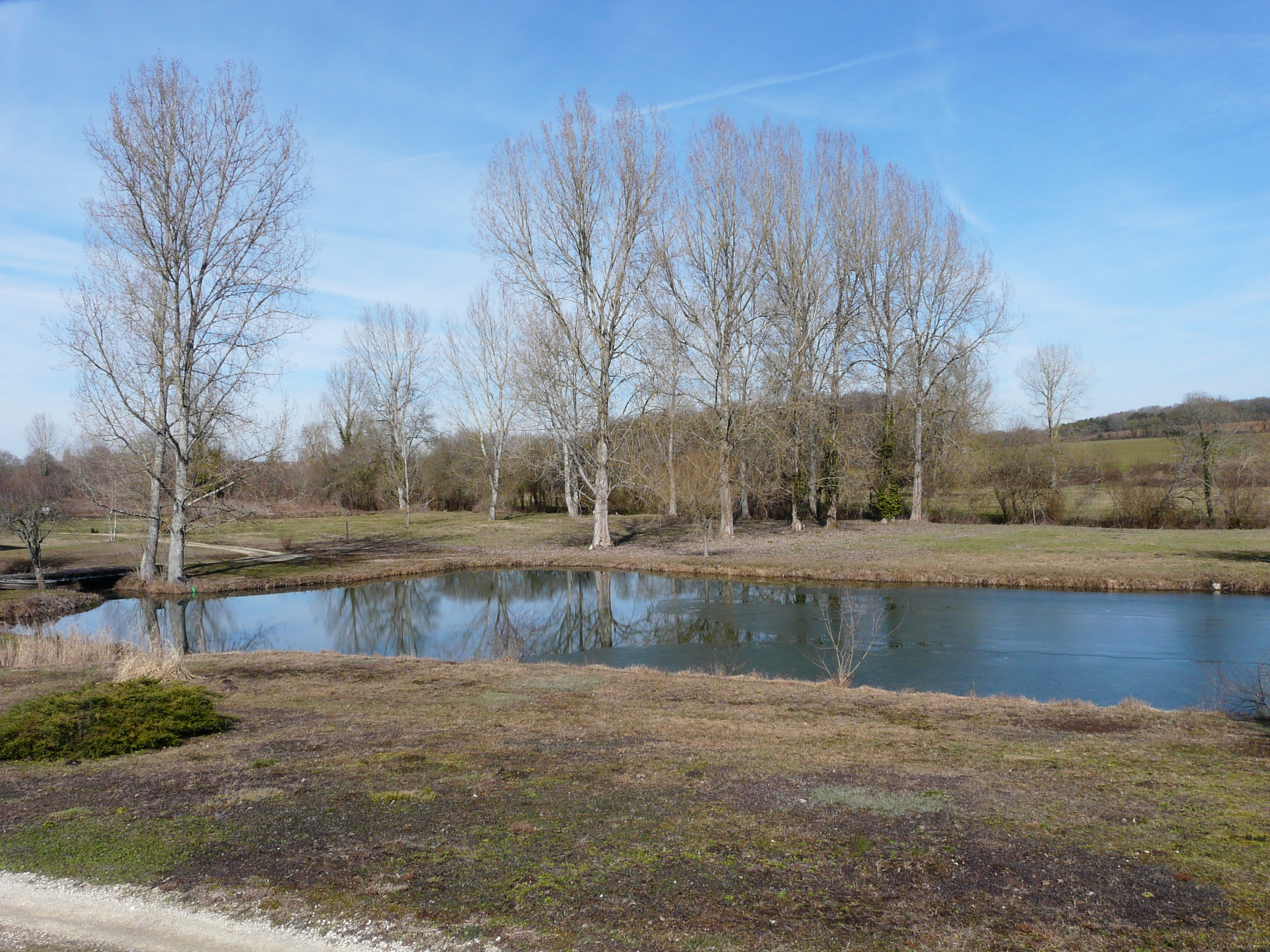
Étang alimenté par la Julie au lieu-dit Gagnole.
Réseaux hydrographique et routier de La Tour-Blanche-Cercles.

#### Gestion et qualité des eaux
Le territoire communal est couvert par le schéma d'aménagement et de gestion des eaux (SAGE) « Isle - Dronne ». Ce document de planification, dont le territoire regroupe les bassins versants de l'Isle et de la Dronne, d'une superficie de 7 500 km2, a été approuvé le 2 août 2021. La structure porteuse de l'élaboration et de la mise en œuvre est l'établissement public territorial de bassin de la Dordogne (EPIDOR). Il définit sur son territoire les objectifs généraux d’utilisation, de mise en valeur et de protection quantitative et qualitative des ressources en eau superficielle et souterraine, en respect des objectifs de qualité définis dans le troisième SDAGE  du Bassin Adour-Garonne qui couvre la période 2022-2027, approuvé le 10 mars 2022.
La qualité des eaux de baignade et des cours d’eau peut être consultée sur un site dédié géré par les agences de l’eau et l’Agence française pour la biodiversité.

### Climat
Pour des articles plus généraux, voir Climat de la Nouvelle-Aquitaine et Climat de la Dordogne.
Historiquement, la commune est exposée à un climat océanique aquitain.  
En 2020, Météo-France publie une typologie des climats de la France métropolitaine dans laquelle la commune est exposée à un climat océanique altéré et est dans la région climatique Aquitaine, Gascogne, caractérisée par une pluviométrie abondante au printemps, modérée en automne, un faible ensoleillement au printemps, un été chaud (19,5 °C), des vents faibles, des brouillards fréquents en automne et en hiver et des orages fréquents en été (15 à 20 jours).
Pour la période 1971-2000, la température annuelle moyenne est de 12 °C, avec  une amplitude thermique annuelle de 14,9 °C. Le cumul annuel moyen de précipitations est de 943 mm, avec 12,3 jours de précipitations en janvier et 6,9 jours en juillet. Pour la période 1991-2020, la température moyenne annuelle observée sur la station météorologique la plus proche, située sur la commune de Saint-Martial-Viveyrol à 8 km à vol d'oiseau, est de 13,3 °C et le cumul annuel moyen de précipitations est de 862,3 mm,. Pour l'avenir, les paramètres climatiques de la commune estimés pour 2050 selon différents scénarios d’émission de gaz à effet de serre sont consultables sur un site dédié publié par Météo-France en novembre 2022.

## Urbanisme

### Typologie
Au 1er janvier 2024, La Tour-Blanche-Cercles est catégorisée commune rurale à habitat dispersé, selon la nouvelle grille communale de densité à 7 niveaux définie par l'Insee en 2022.
Elle est située hors unité urbaine et hors attraction des villes,.

### Villages, hameaux et lieux-dits
Outre les bourgs de Cercles et de La Tour-Blanche proprement dits, le territoire se compose d'autres villages ou hameaux, ainsi que de lieux-dits détaillés dans Cercles#Villages, hameaux et lieux-dits et dans La Tour-Blanche#Villages, hameaux et lieux-dits.

### Énergie
Le parc agrivoltaïque de La Tour-Blanche comporte 8 312 panneaux photovoltaïques sur une superficie de 8,6 hectares ; mis en service en 2021, il peut produire annuellement 6,4 GWh.

### Prévention des risques
Le territoire de la commune de La Tour-Blanche-Cercles est vulnérable à différents aléas naturels : météorologiques (tempête, orage, neige, grand froid, canicule ou sécheresse), feux de forêts, mouvements de terrains et séisme (sismicité faible). Un site publié par le BRGM permet d'évaluer simplement et rapidement les risques d'un bien localisé soit par son adresse soit par le numéro de sa parcelle.
La Tour-Blanche-Cercles est exposée au risque de feu de forêt. L’arrêté préfectoral du 14 mars 2013 fixe les conditions de pratique des incinérations et de brûlage dans un objectif de réduire le risque de départs d’incendie. À ce titre, des périodes sont déterminées : interdiction totale du 15 février au 15 mai et du 15 juin au 15 octobre, utilisation réglementée du 16 mai au 14 juin et du 16 octobre au 14 février. En septembre 2020, un plan inter-départemental de protection des forêts contre les incendies (PidPFCI) a été adopté pour la période 2019-2029,.

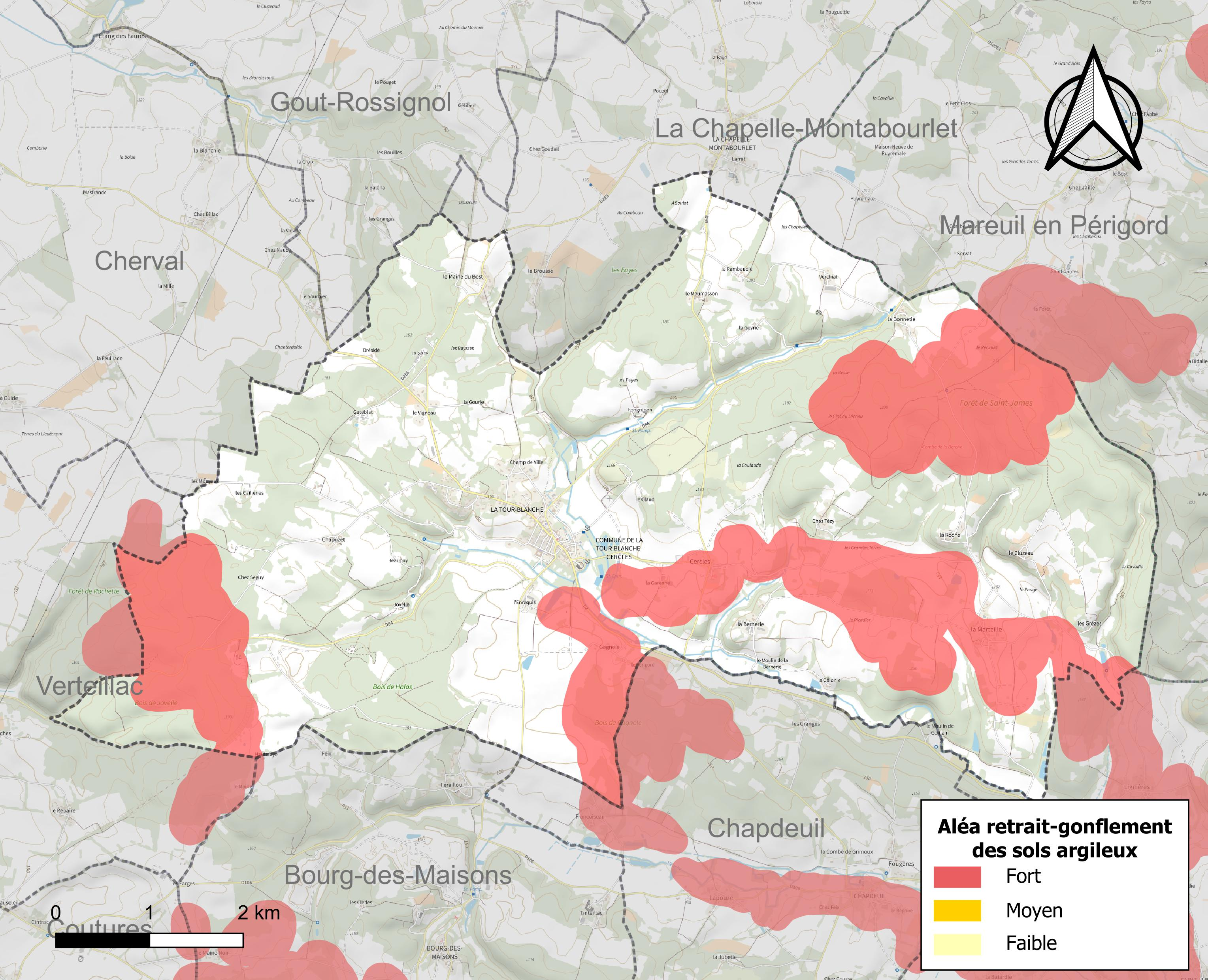
Carte des zones d'aléa retrait-gonflement des sols argileux de La Tour-Blanche-Cercles.

Les mouvements de terrains susceptibles de se produire sur la commune sont des tassements différentiels. Le retrait-gonflement des sols argileux est susceptible d'engendrer des dommages importants aux bâtiments en cas d’alternance de périodes de sécheresse et de pluie. 24,5 % de la superficie communale est en aléa moyen ou fort (58,6 % au niveau départemental et 48,5 % au niveau national métropolitain). Depuis le 1er octobre 2020, en application de la loi ÉLAN, différentes contraintes s'imposent aux vendeurs, maîtres d'ouvrages ou constructeurs de biens situés dans une zone classée en aléa moyen ou fort,.
La commune a été reconnue en état de catastrophe naturelle au titre des dommages causés par les inondations et coulées de boue survenues en 1982, 1983 et 1999, par la sécheresse en 2003 et 2005 et par des mouvements de terrain en 1999.

## Toponymie
Il convient de se reporter aux articles consacrés aux anciennes communes fusionnées : La Tour-Blanche et Cercles.

## Histoire
De 2019 à 2024, une campagne de fouilles archéologiques a permis d'étudier un cluzeau au lieu-dit Chez Tézy à Cercles ; il en ressort qu'il date de la période du XIIe au XVe siècle et qu'il ne servait pas de refuge mais de souterrain agricole.
La Tour-Blanche-Cercles est une commune nouvelle créée le 26 septembre 2016 pour une prise d'effet au 1er janvier 2017.

## Politique et administration

### Rattachements administratifs et électoraux
La commune de La Tour-Blanche-Cercles dépend de l'arrondissement de Périgueux.
Sur le plan électoral, elle dépend du canton de Ribérac et de la 3e circonscription législative.

### Intercommunalité
À sa création en 2017, elle fait partie de la communauté de communes du Pays Ribéracois, renommée en 2019 communauté de communes du Périgord Ribéracois.

### Administration municipale
Pendant une période courant jusqu'au prochain renouvellement des conseils municipaux (prévu en 2020), le conseil municipal de la nouvelle commune est constitué de l'ensemble des conseillers municipaux des anciennes communes (onze pour chacune des ex-communes, soit un total de vingt-deux). Le maire de la nouvelle commune est élu début 2017. Les maires des anciennes communes deviennent maires délégués de celles-ci.
La population de la commune étant comprise entre 500 et 1 499 habitants au recensement de 2017, quinze conseillers municipaux auraient dû être élus en 2020. Cependant, s'agissant du premier renouvellement du conseil municipal d'une commune nouvelle, le nombre de conseillers élus est celui de la strate supérieure, soit dix-neuf.

### Communes déléguées
| Nom                     | Code Insee | Intercommunalité          | Superficie (km2) | Population (dernière pop. légale) | Densité (hab./km2) |
| ----------------------- | ---------- | ------------------------- | ---------------- | --------------------------------- | ------------------ |
| La Tour-Blanche (siège) | 24554      | CC du Périgord Ribéracois | 8,11             | 408 (2016)                        | 50                 |
| Cercles                 | 24093      | CC du Périgord Ribéracois | 15,07            | 197 (2016)                        | 13                 |

### Liste des maires
| Période      | Période  | Identité         | Étiquette | Qualité                                              |
| ------------ | -------- | ---------------- | --------- | ---------------------------------------------------- |
| janvier 2017 | mai 2020 | Paul Malville    | SE        | Retraité Ancien maire de La Tour-Blanche (1977-2016) |
| mai 2020     | En cours | Daniel Bonnefond |           |                                                      |

## Équipements et services publics

### Justice
En 2023, dans le domaine judiciaire, La Tour-Blanche-Cercles relève : 
- du tribunal judiciaire, du tribunal pour enfants, du conseil de prud'hommes et du tribunal de commerce de Périgueux ;
- du pôle Nationalité du tribunal judiciaire de Périgueux (compétent uniquement dans le domaine de la nationalité) ;
- de la cour d'appel, du tribunal administratif et de la cour administrative d'appel de Bordeaux.

## Population et société

### Démographie
Les habitants de la commune ont conservé leurs gentilés d'origine : « Cerclois » et « Tourblanchauds ».
L'évolution du nombre d'habitants est connue à travers les recensements de la population effectués dans la commune depuis sa création.

En 2022, la commune comptait 549 habitants.
| 2017 | 2018 | 2019 | 2022 |
| ---- | ---- | ---- | ---- |
| 595  | 585  | 574  | 549  |

### Manifestations culturelles et festivités
- Fête des moissons un dimanche d'août sur le site du moulin à vent des Terres blanches (18e édition en 2025[48]).

### Sports
- Le Football-club Pays de Mareuil, en Régionale 3, fusionne à l'été 2022 avec Les Merles blancs du TSMB/Verteillac pour former un nouveau club : le Football-club La Tour/Mareuil/Verteillac (FCLTMV)[49].

## Économie

### Emploi
En 2016, sur le territoire correspondant à La Tour-Blanche-Cercles dans sa configuration de 2017, parmi la population communale comprise entre 15 et 64 ans, les actifs représentaient 202 personnes, soit 33,4 % de la population municipale. Il y avait 26 chômeurs, soit un taux de chômage de cette population active de 12,8 %.

### Établissements
Au 31 décembre 2015, sur ce même territoire, la commune comptait 80 établissements, dont trente-neuf au niveau des commerces, transports ou services, dix-neuf relatifs au secteur administratif, à l'enseignement, à la santé ou à l'action sociale, dix dans la construction, neuf dans l'agriculture, la sylviculture ou la pêche, et trois dans l'industrie.

## Culture locale et patrimoine

### Lieux et monuments

#### Patrimoine civil
- Grotte de Jovelle : des objets en pierre taillée datés du Paléolithique supérieur y furent trouvés[53] ; elle renferme des représentations d'animaux gravées sur les parois. Inscrite depuis 1989 au titre des monuments historiques, elle est ensuite classée en 2013[54].
- Château de la Tour-Blanche, XIIe siècle, dont les ruines du donjon sont classées depuis 1906 au titre des monuments historiques[55]. Dans la nuit du 11 au 12 octobre 2015, un incendie en a détruit toute la partie habitée dans l'aile sud, faisant un mort[56],[57],[58].
- Ruines du château de Jovelle, XIIIe – XIVe siècle, inscrites depuis 1948[59].
- Château de Fongrenon, XVIIe siècle[60].
- Manoir de Nanchapt, autrefois appelé château de Roumailhac, XVIe et XVIIe siècles, inscrit depuis 1948 pour ses façades et toitures[61].
- Musée de la ferblanterie.
- Manoir de la Bernerie, XVIIe siècle[62].
- Manoir de la Calonie du XIIIe siècle[63] et son pigeonnier[64].
- Colombier de Nanchapt du XVIIe siècle[65].
- Colombier de l'Enrequis[66].
- Halle de La Tour-Blanche du XVIIIe ou XIXe siècle[67].
- Le moulin des Terres blanches, anciennement appelé moulin de la Coulaude[68]. Entretenu par l'association des Amis du Moulin, il daterait du XIVe siècle[68] et a été restauré en 2007. Ouvert au public, il fabrique de la farine.

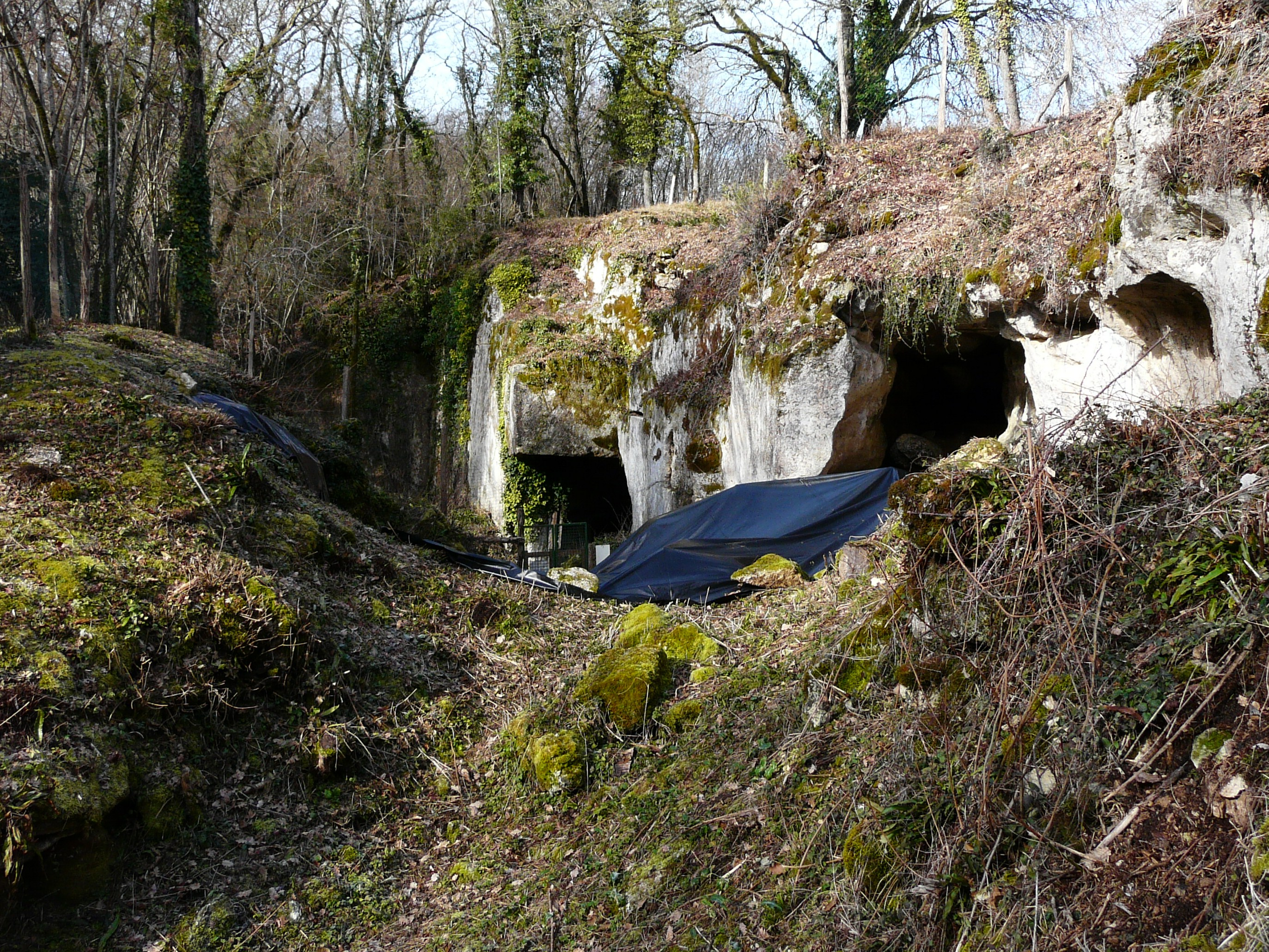
La grotte de Jovelle.
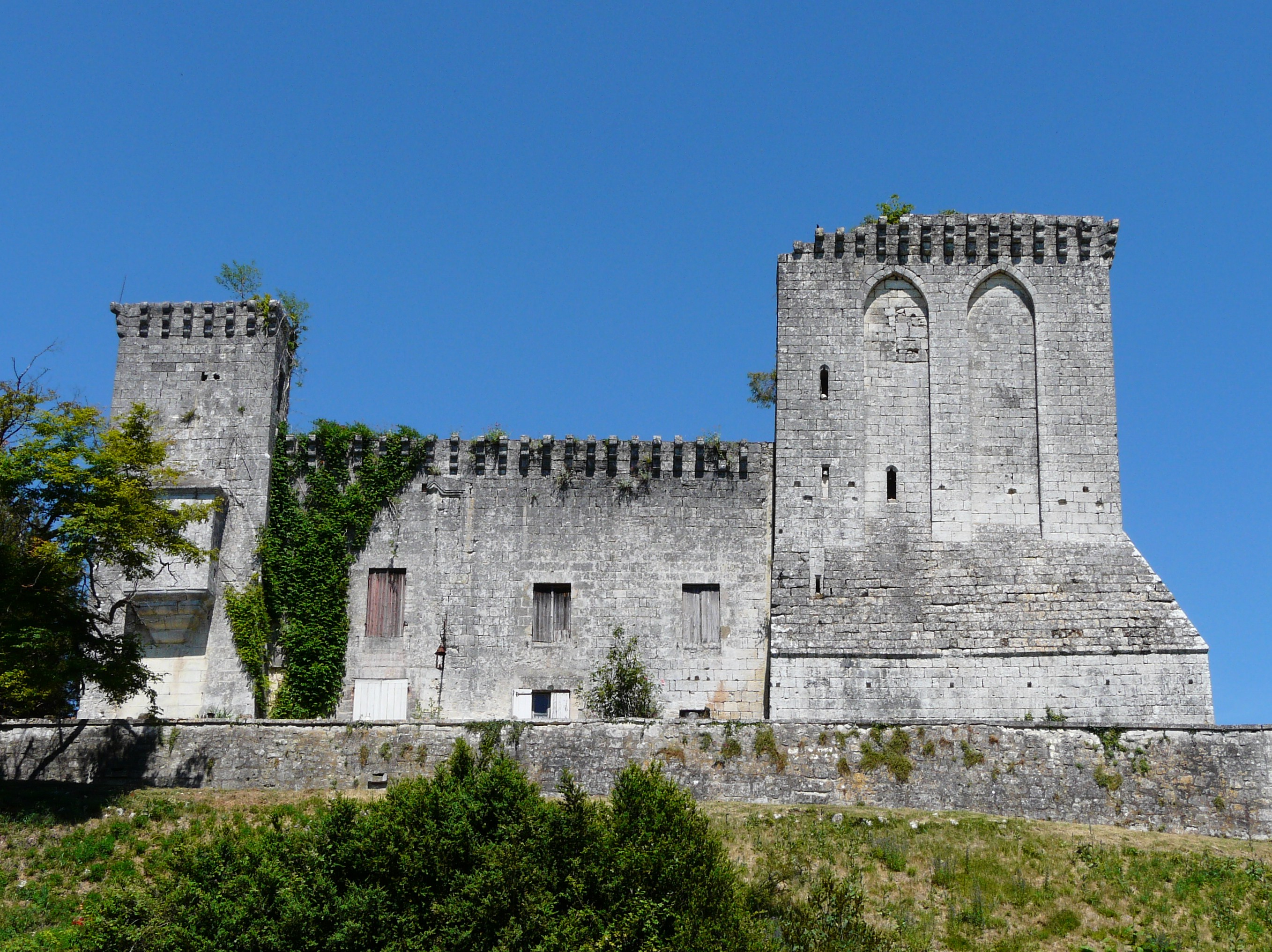
Le château de la Tour-Blanche.
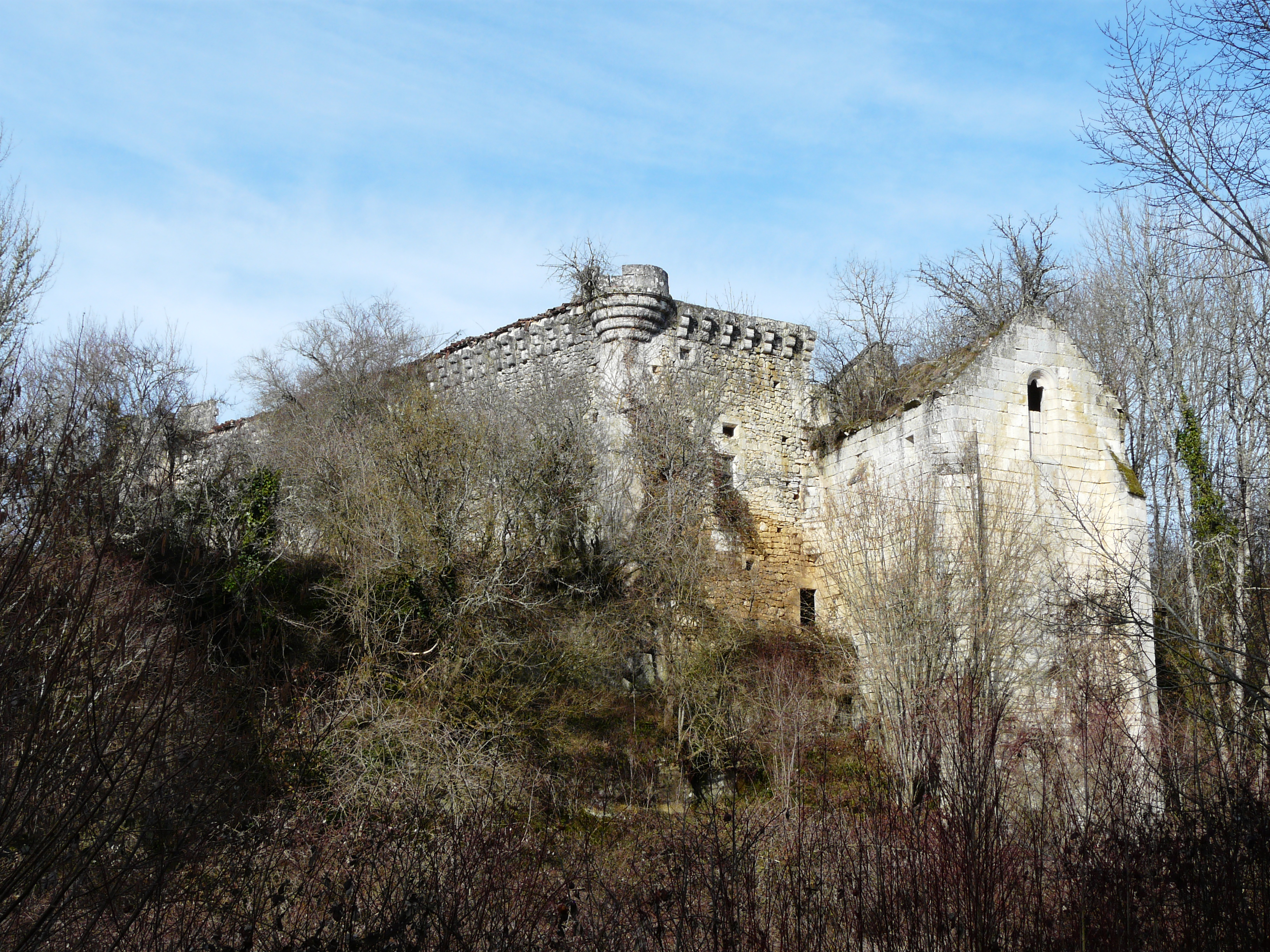
Les ruines du château de Jovelle.
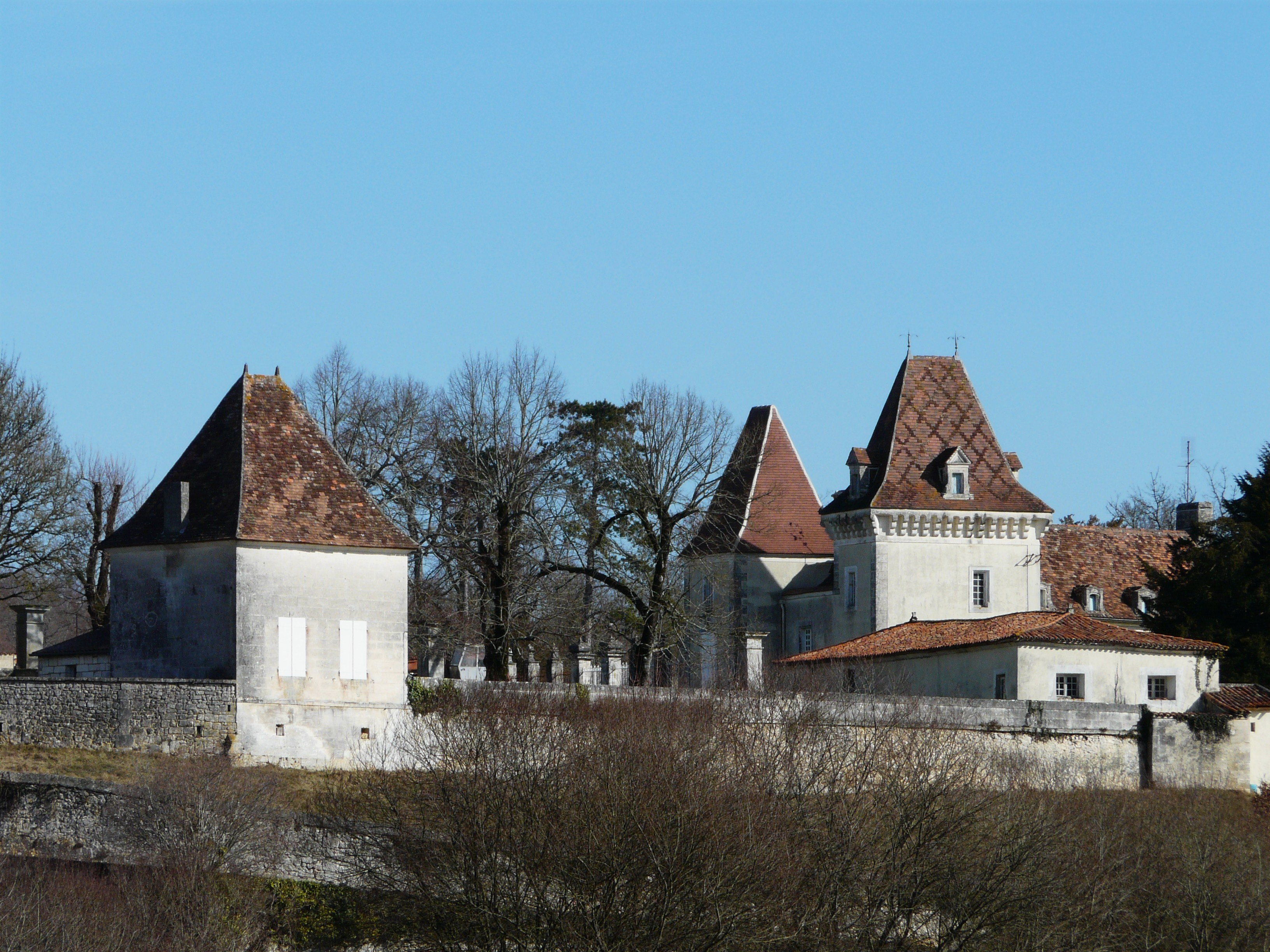
Le château de Fongrenon.
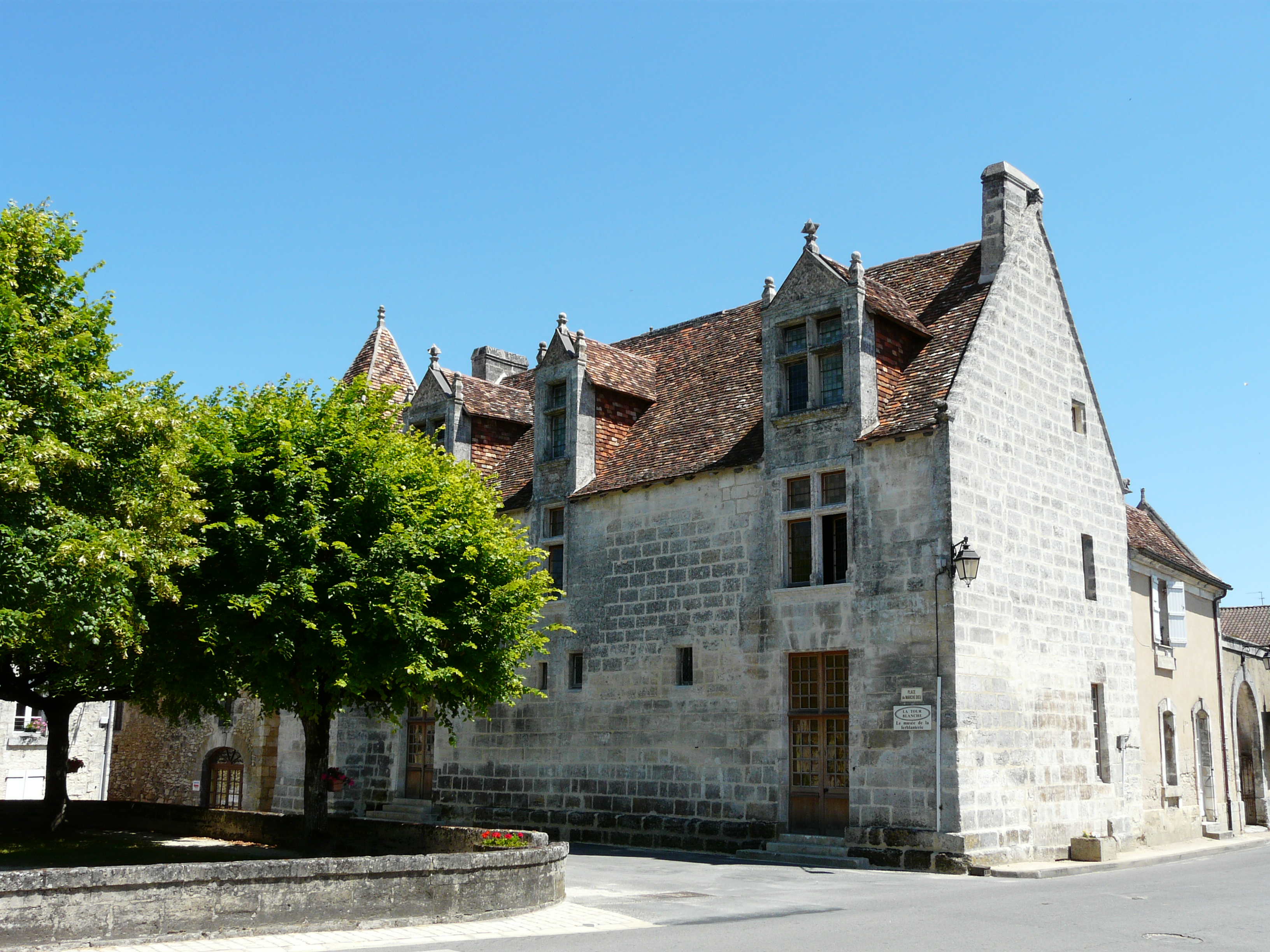
Le manoir de Nanchapt.
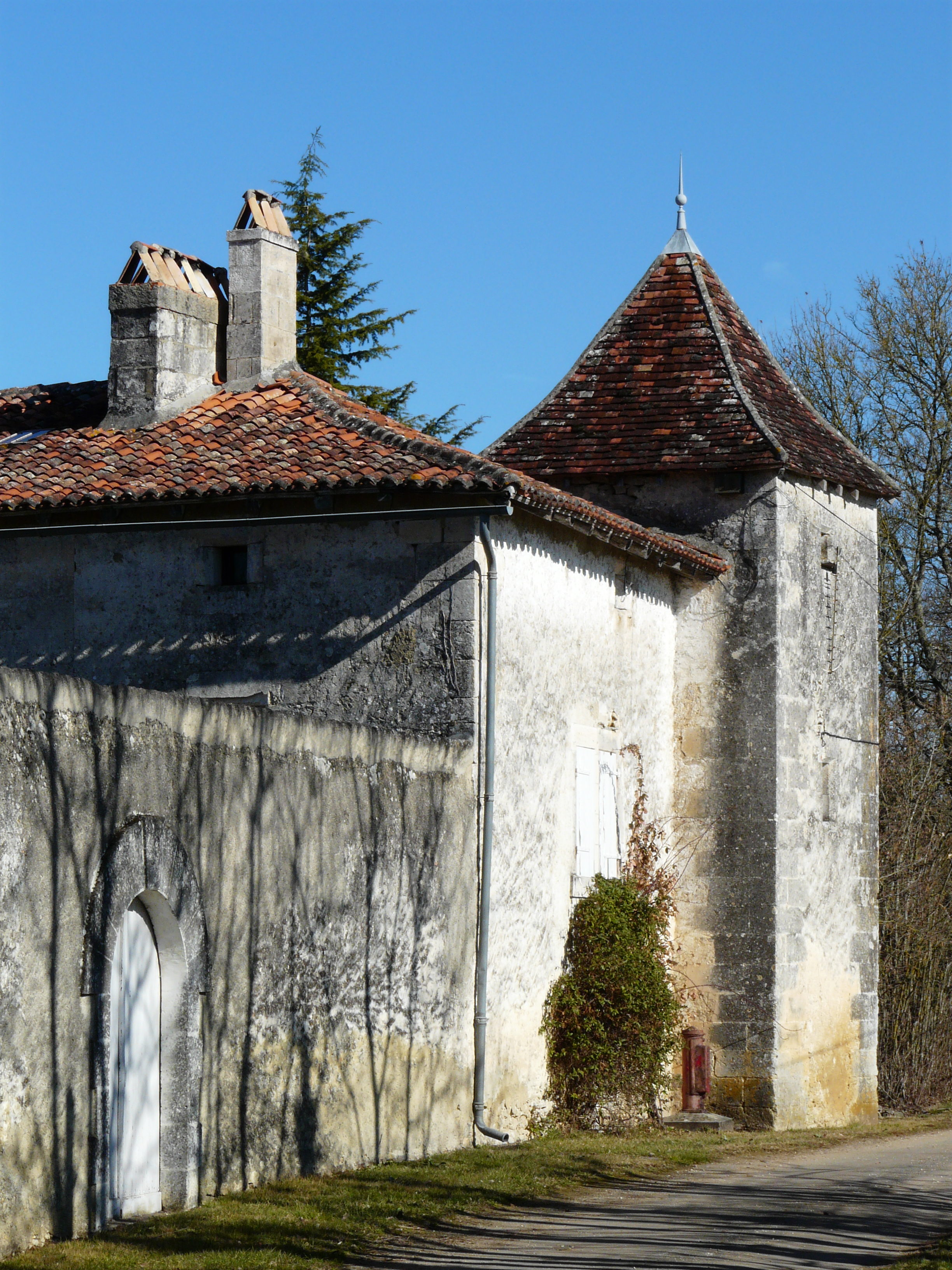
Le manoir de la Bernerie.
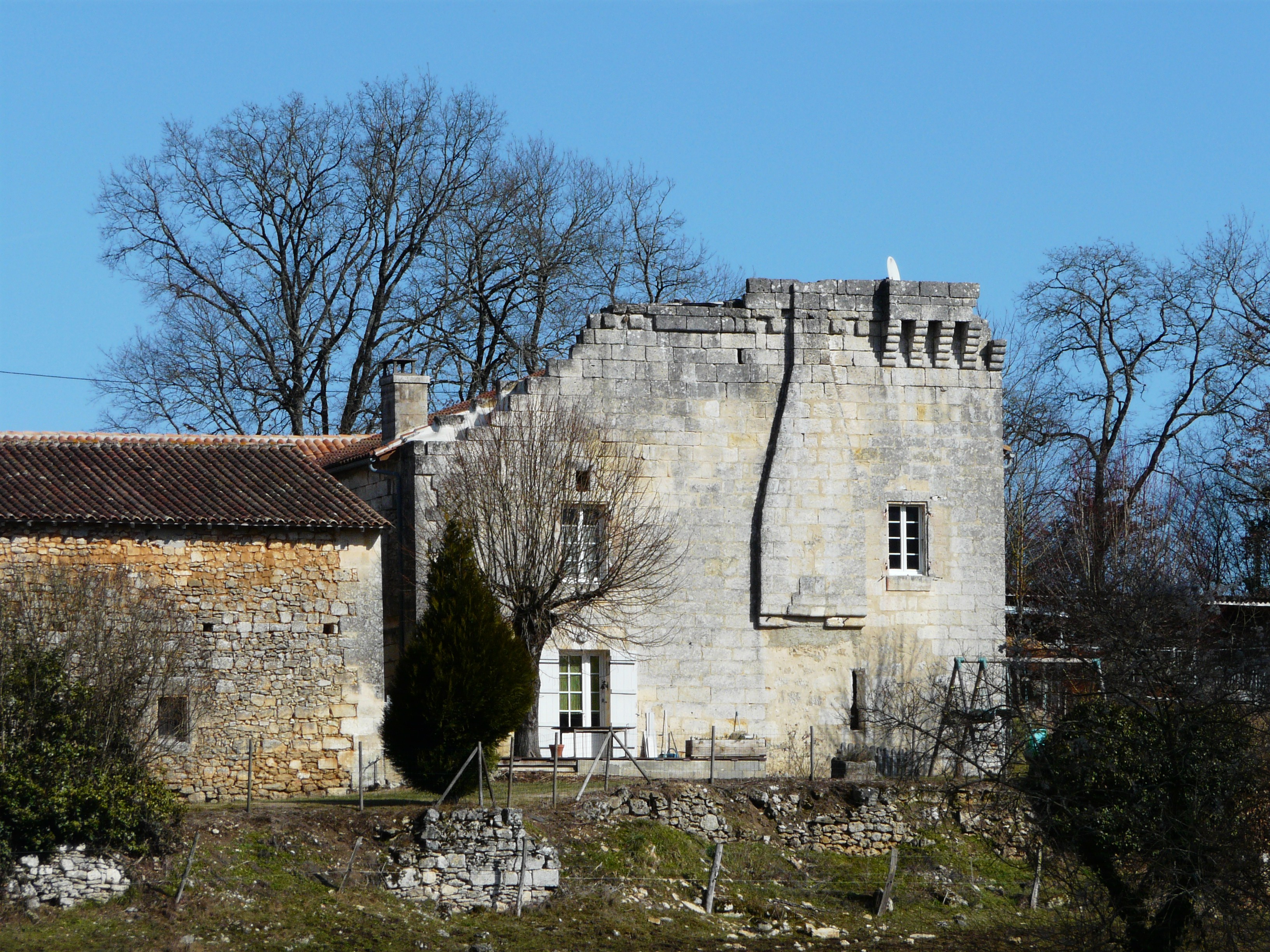
Le mur sud du manoir de la Calonie.
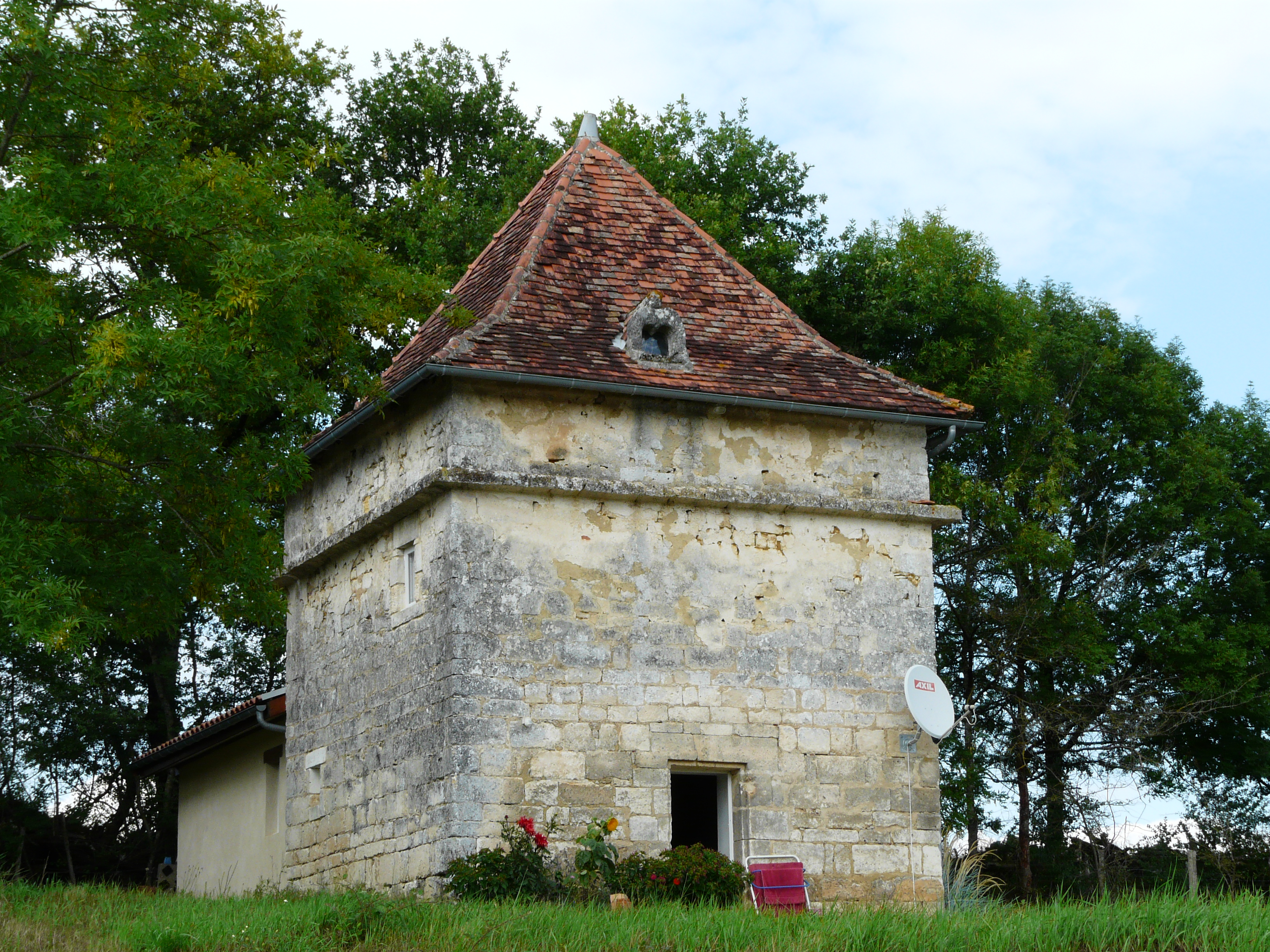
Le pigeonnier de la Calonie.
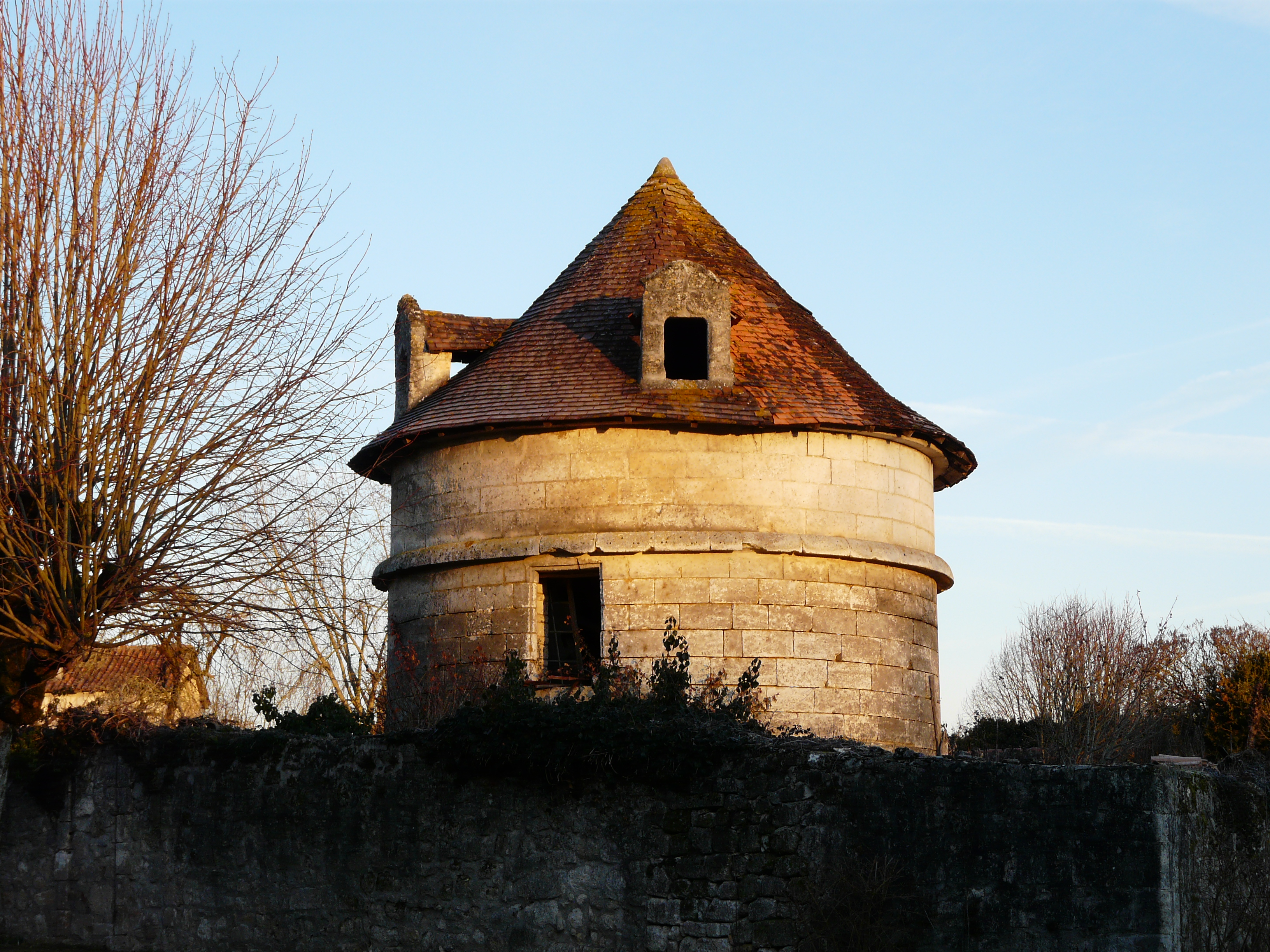
Le colombier de La Tour-Blanche.
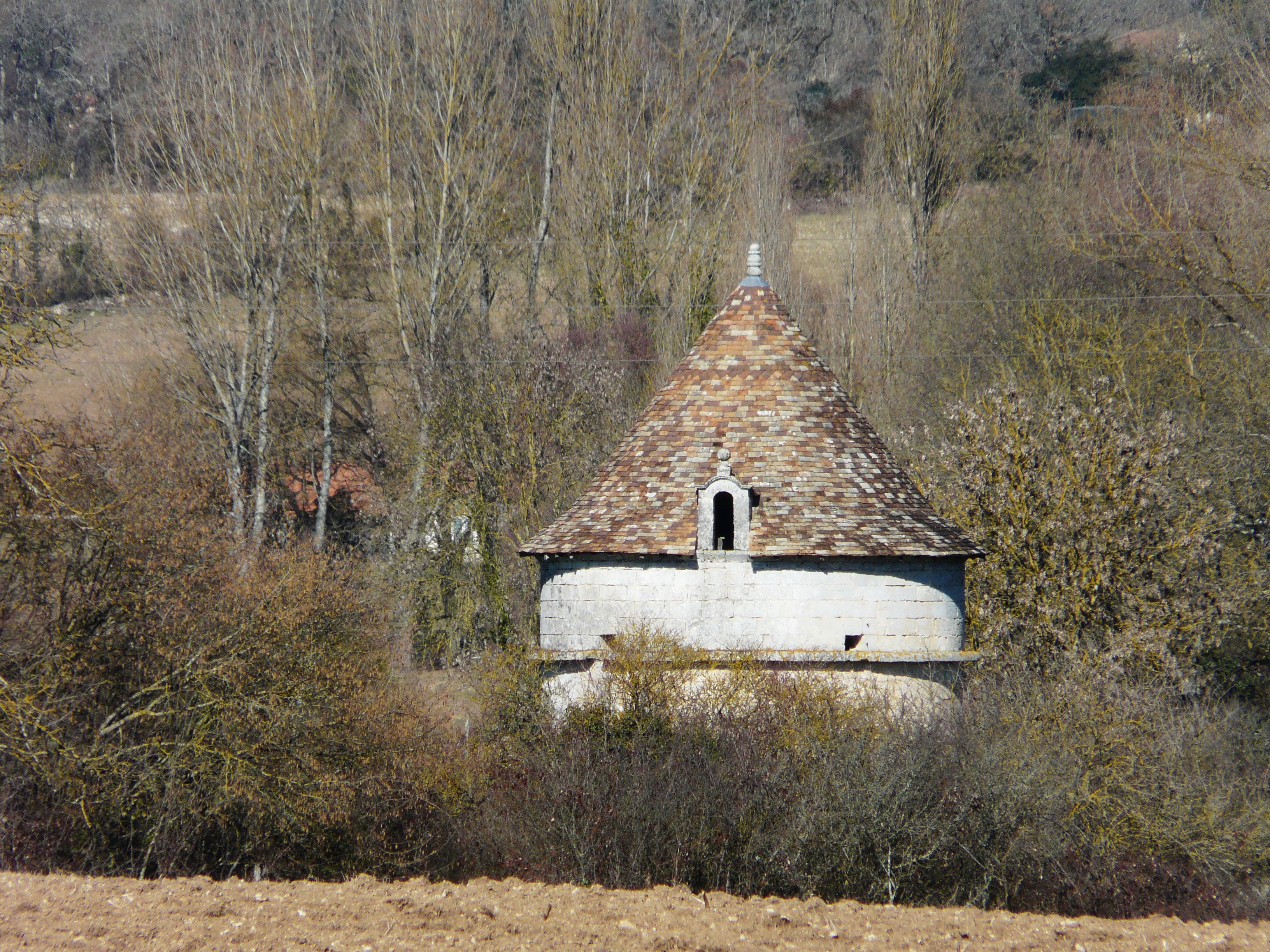
Le colombier de l'Enrequis.
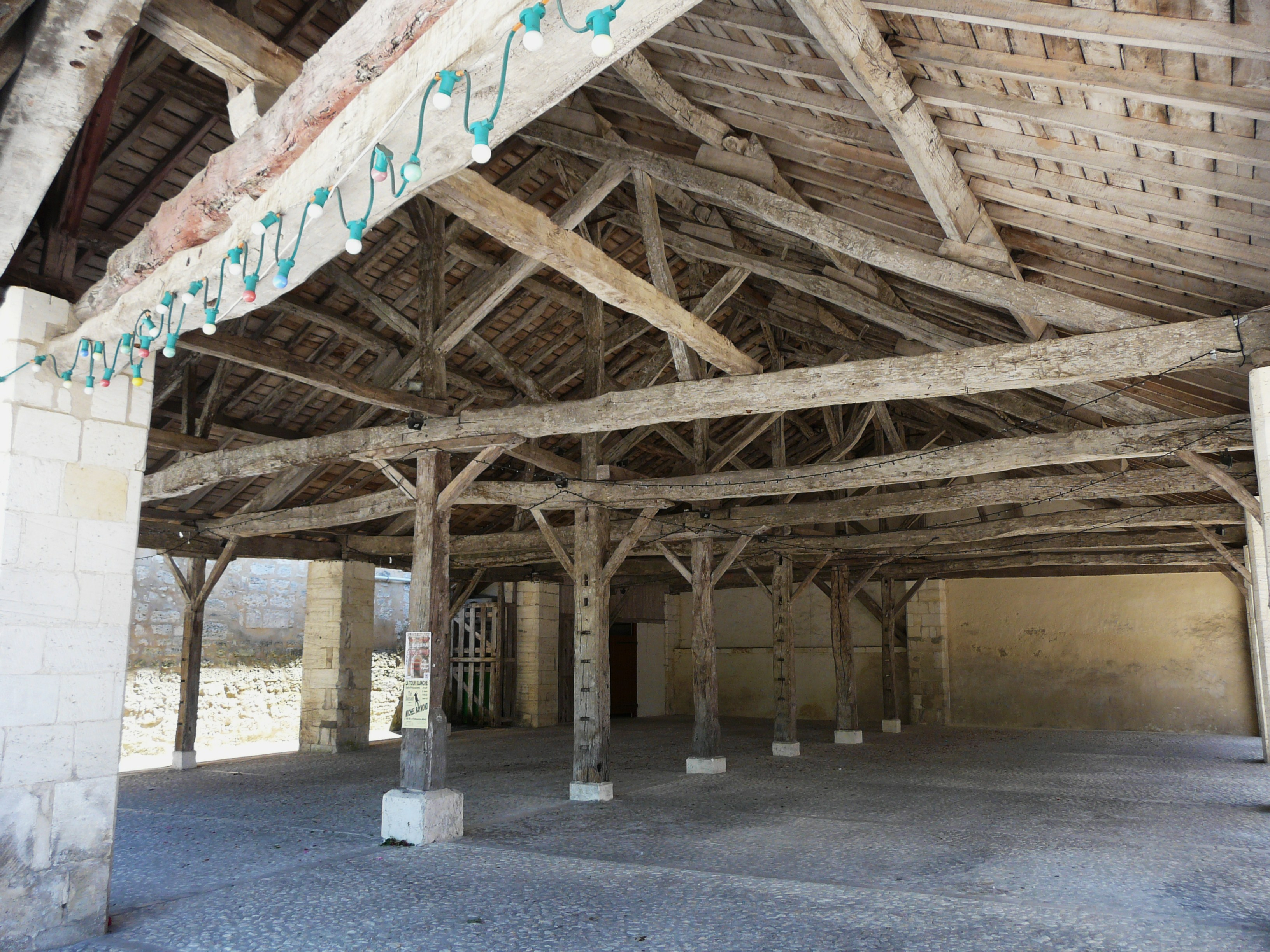
La halle de la Tour-Blanche.
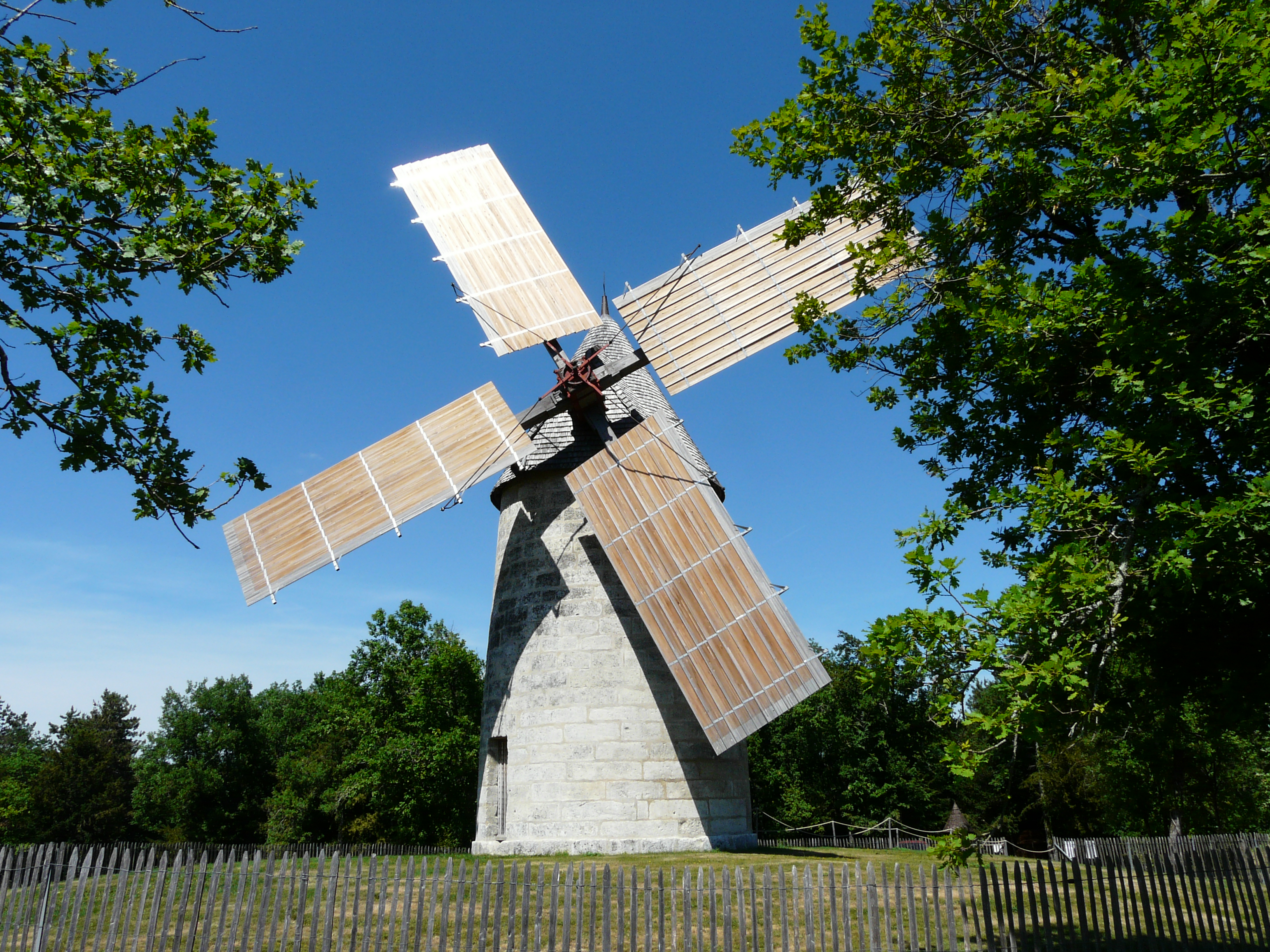
Le moulin à vent des Terres blanches.

#### Patrimoine religieux
- L'église Saint-Pierre-et-Saint-Paul[69],[70] de La Tour-Blanche, établie dans le bourg, était l'ancienne chapelle d'un hôpital et portait le nom de Notre-Dame de la Recluse[71] ou Notre-Dame des Faubourgs[72]. Bâtie au XVe siècle et restaurée au XIXe siècle, elle a remplacé définitivement l'église Saint-Sébastien, incendiée en 1560 lors des guerres de Religion[71].
- Ancien prieuré datant du XIIe siècle[73], l'église Saint-Cybard de Cercles, fortifiée, est classée au titre des monuments historiques depuis 1840[74].
- Dans le village de Cercles, sur moins d'un hectare, le vieux cimetière attenant à l'église Saint-Cybard est un site classé depuis 1993[75].
- Chapelle Notre-Dame-de-Pitié, ou chapelle des Blanquets, ou chapelle de la léproserie, du XIXe siècle[76].

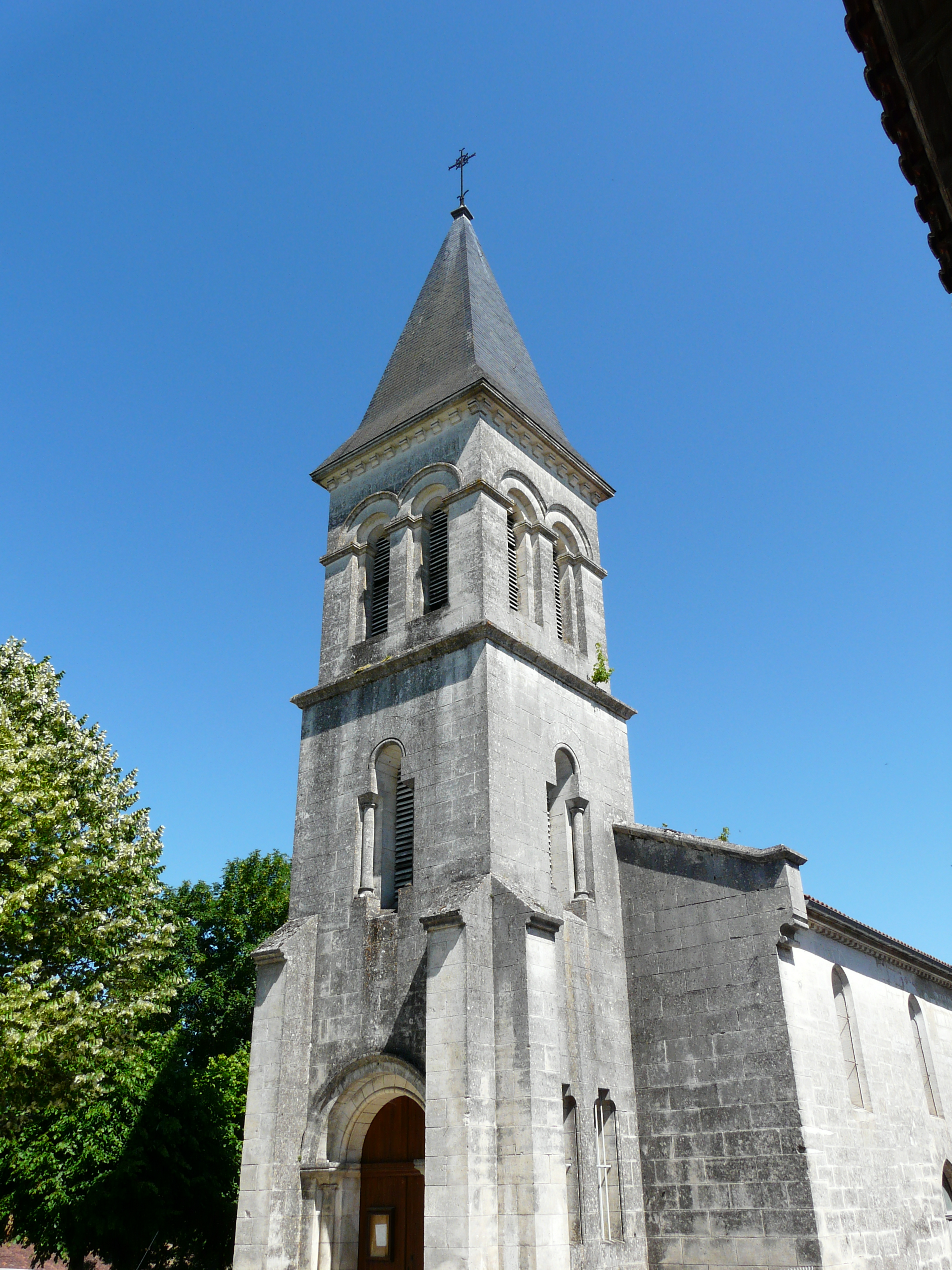
L'église Saint-Pierre-et-Saint-Paul de La Tour-Blanche.
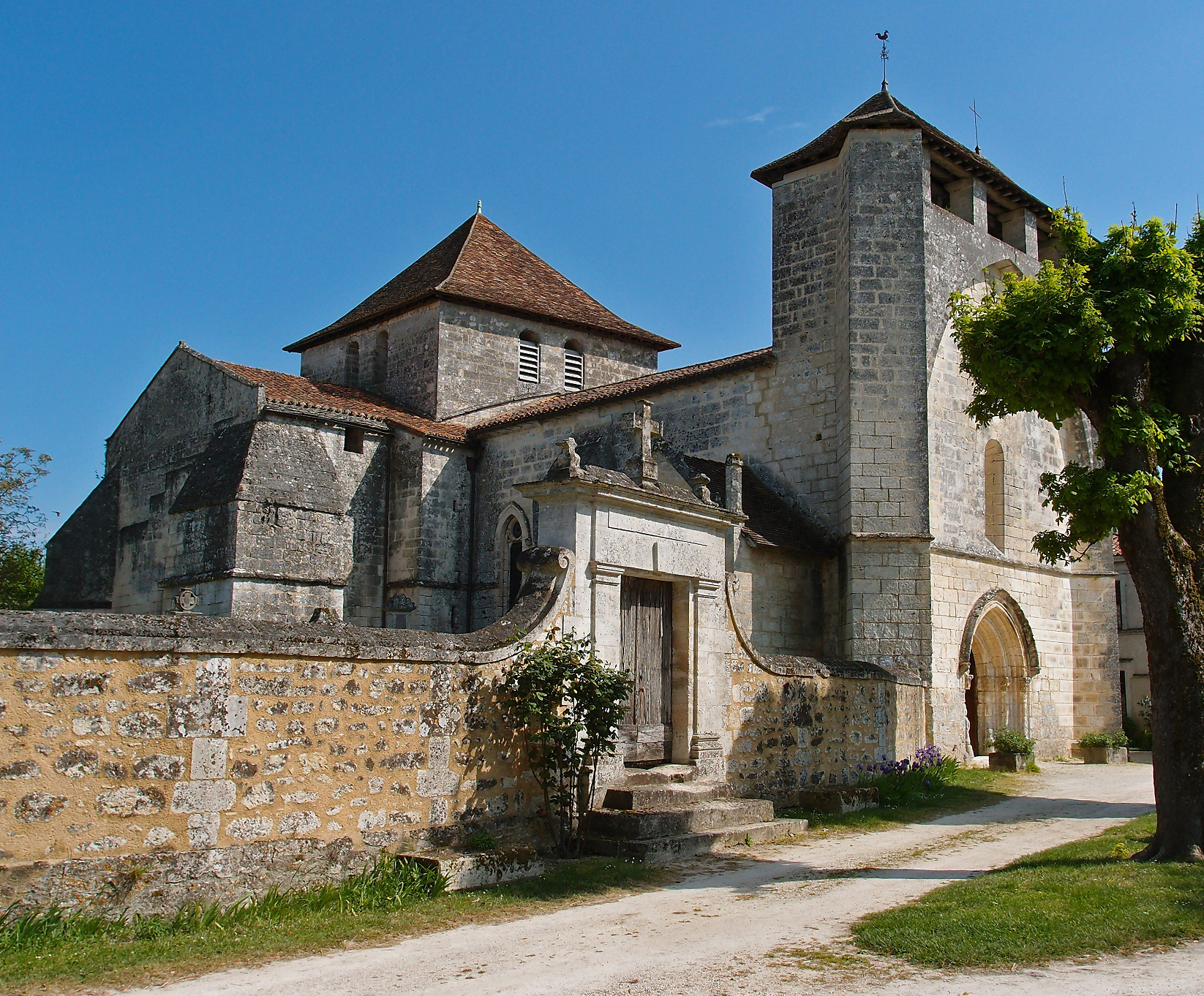
L'église Saint-Cybard de Cercles.
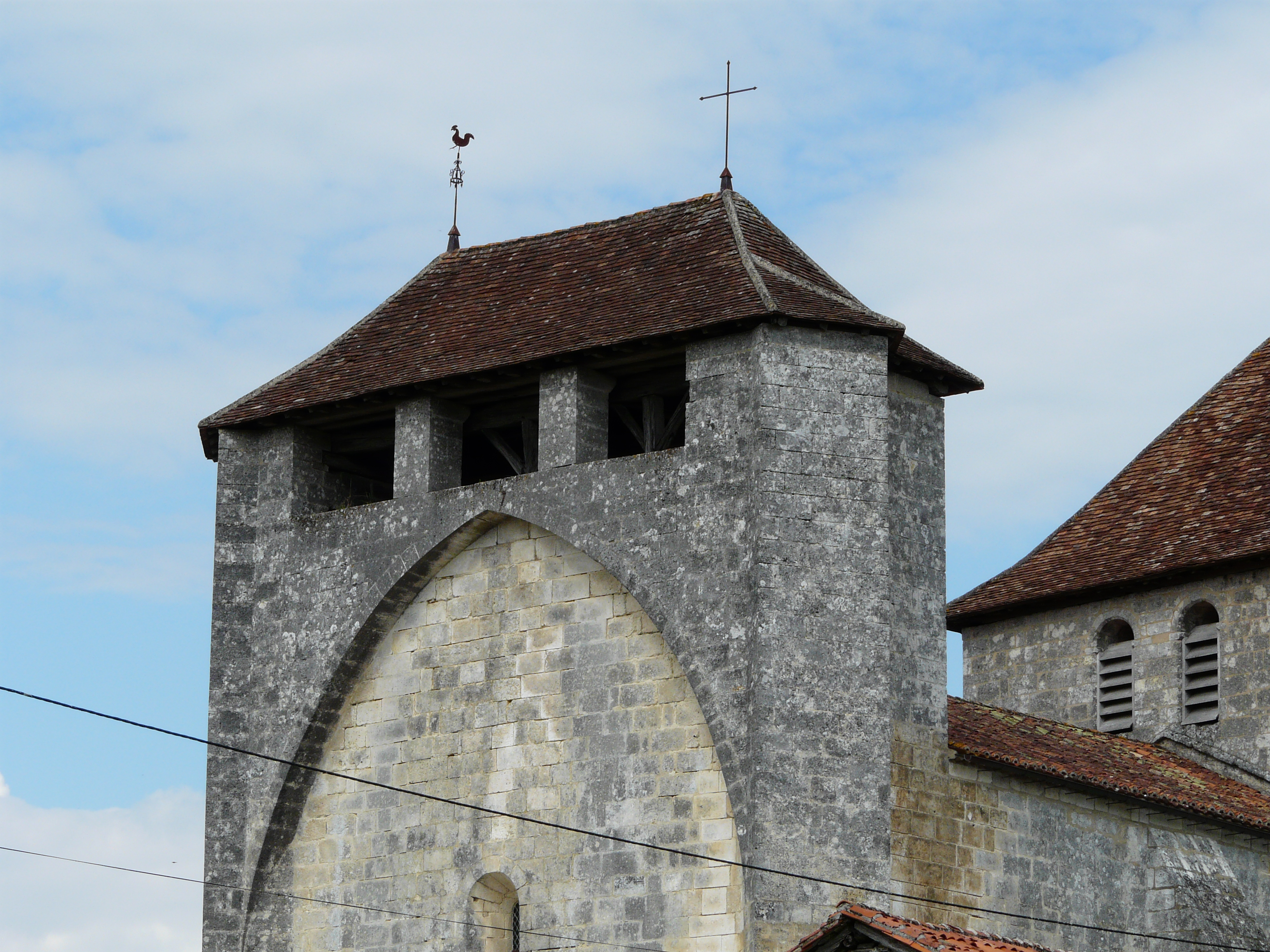
Partie supérieure de son donjon-porche.
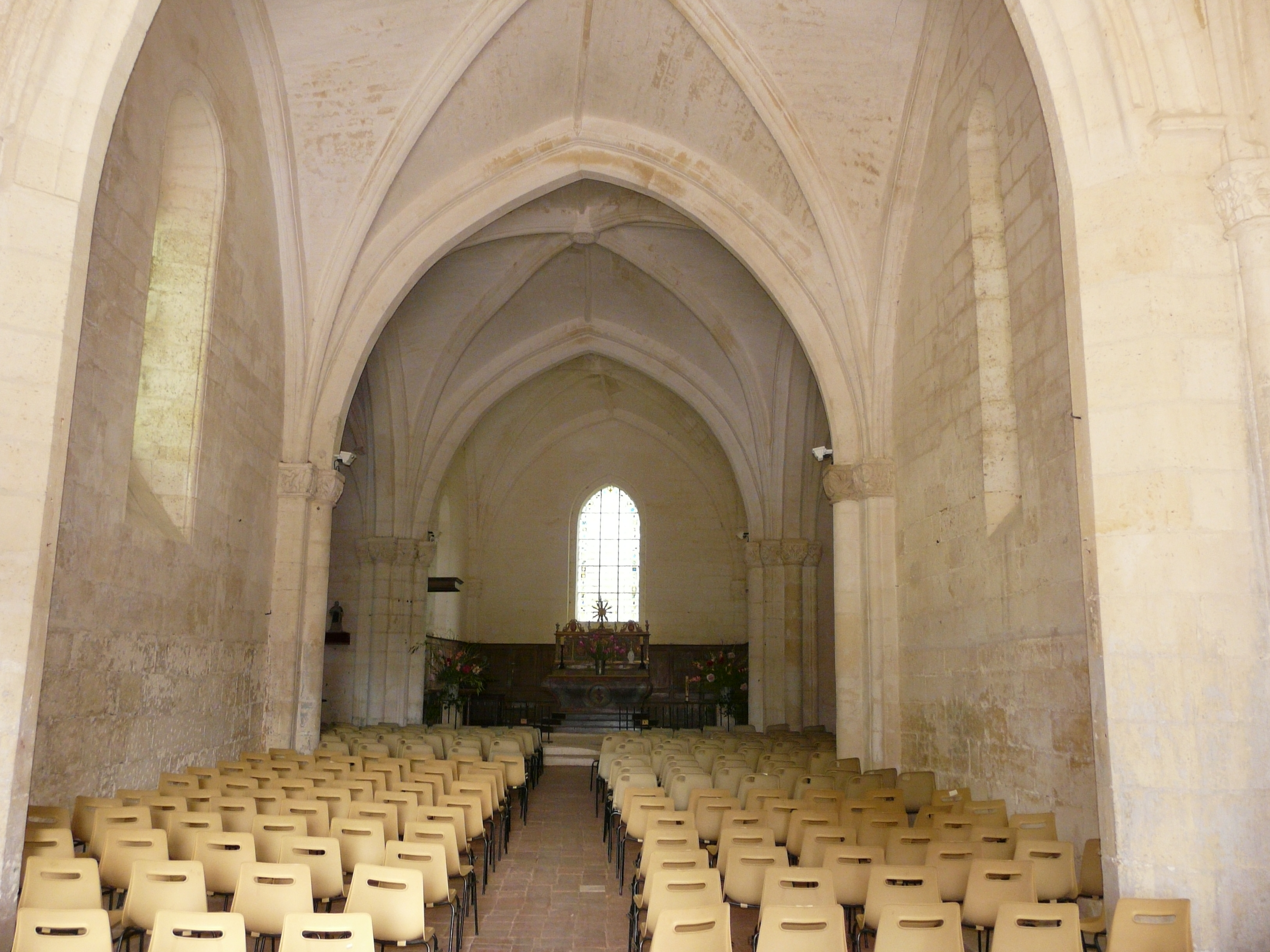
Sa nef.
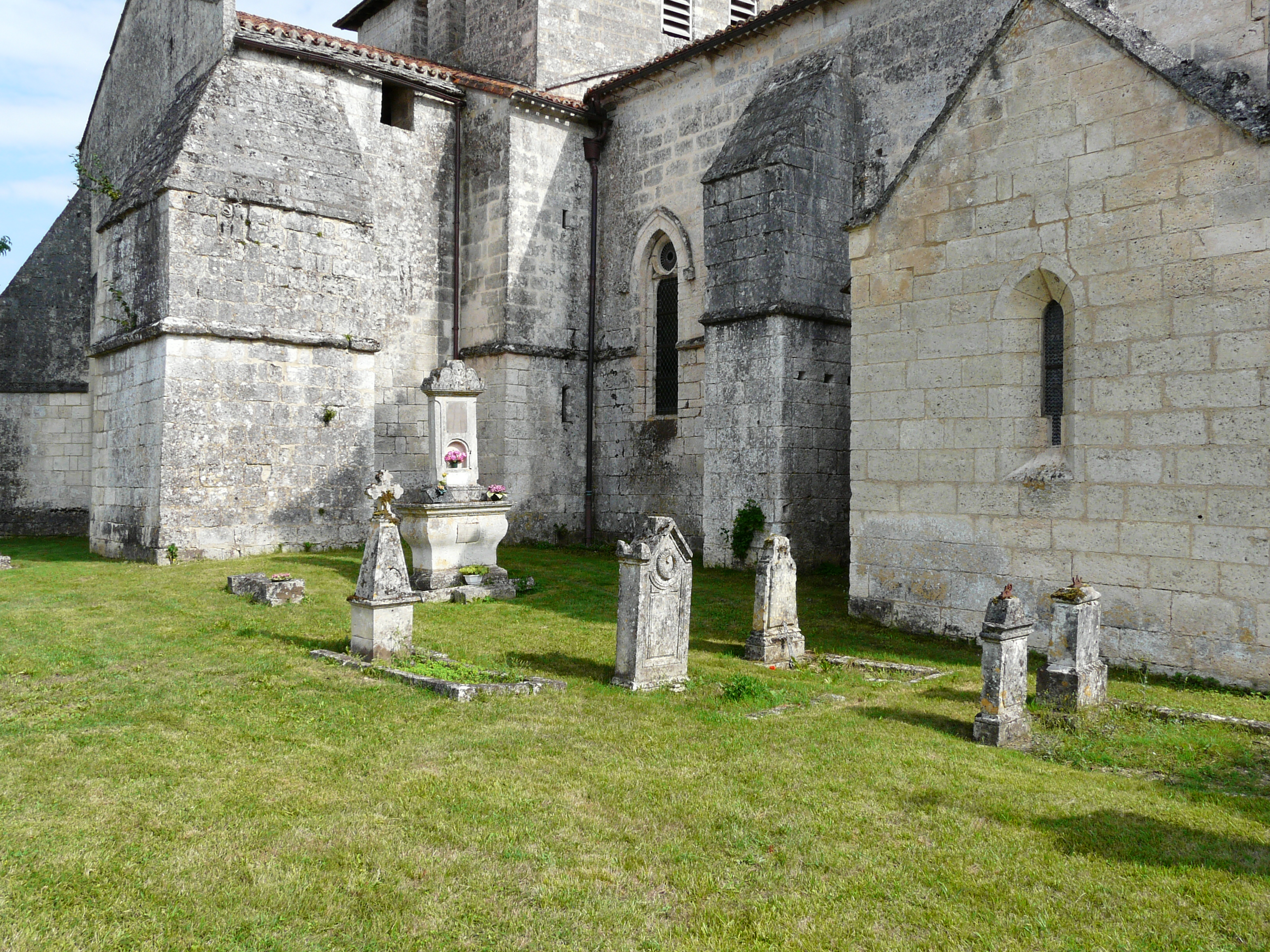
Tombes dans le vieux cimetière de Cercles.
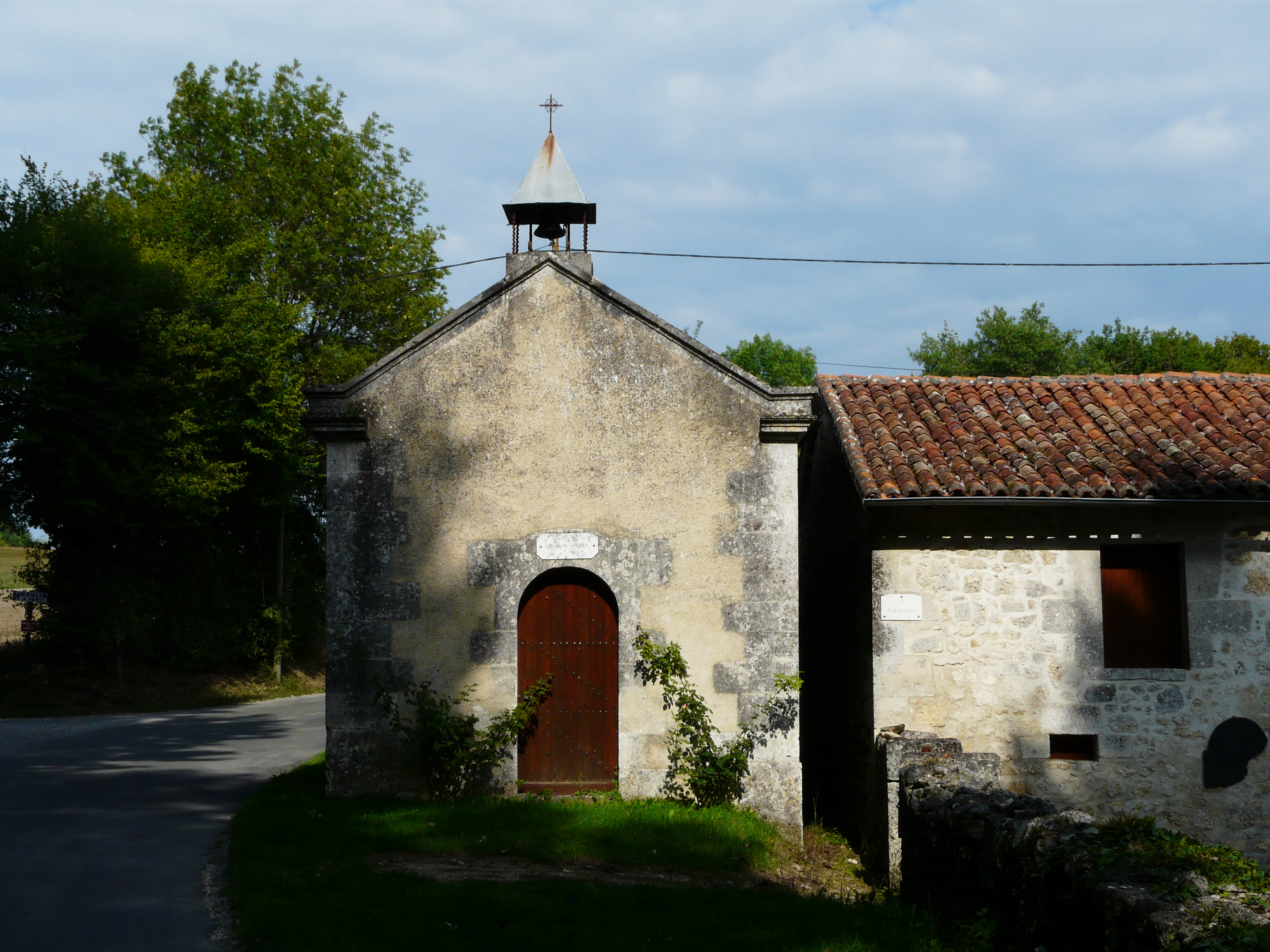
La chapelle Notre-Dame-de-Pitié.
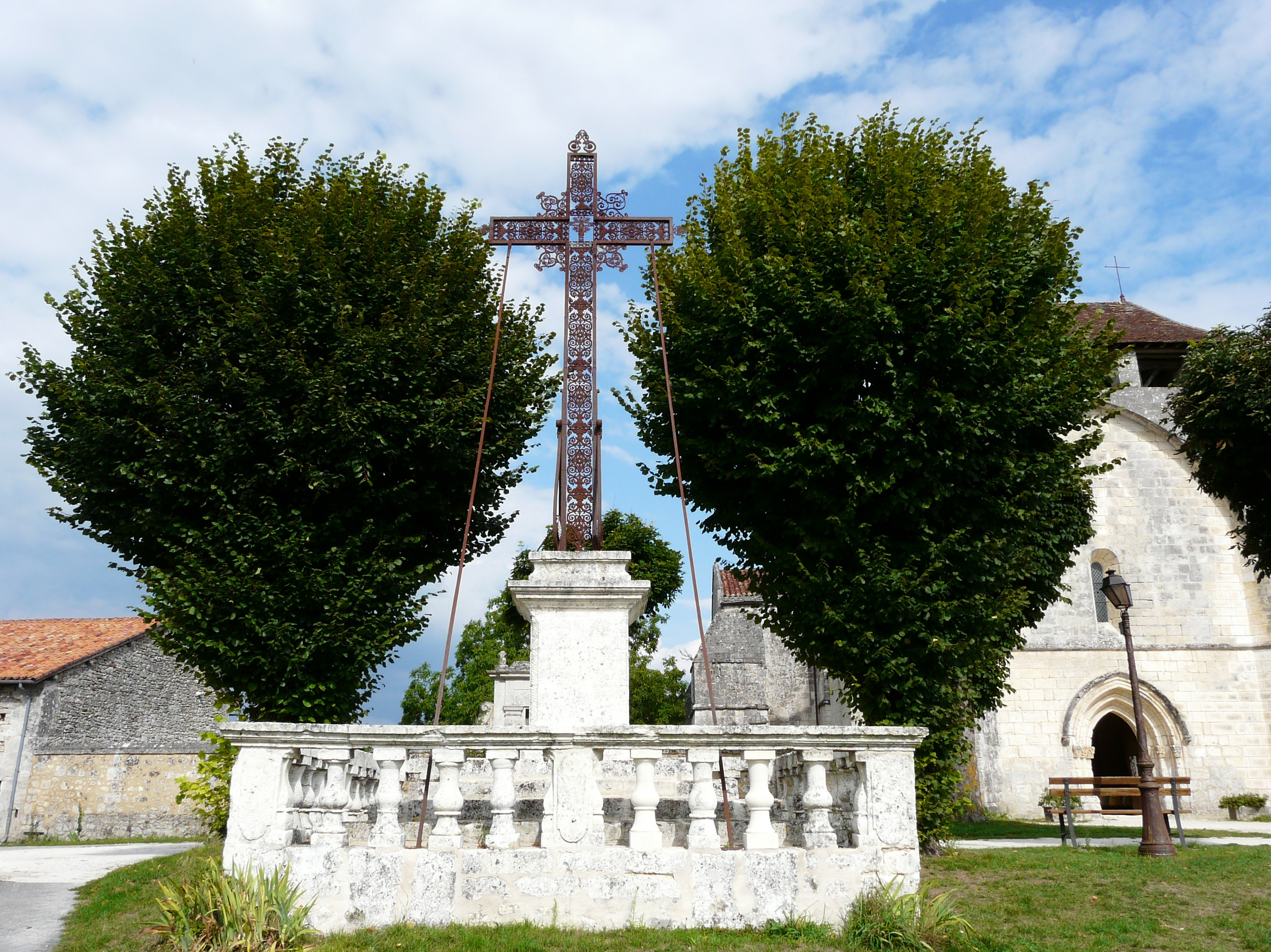
Croix monumentale devant l'église de Cercles.

#### Patrimoine naturel
- Le réseau souterrain de l'ancienne carrière de Jovelle est une zone naturelle d'intérêt écologique, faunistique et floristique (ZNIEFF) de type I, où vivent six espèces de chauves-souris[77].
- « Le Parc sauvage », parc animalier avec démonstration de vol de rapaces, ouvert en 2019[78] au lieu-dit le Claud.

### Personnalités liées à la commune
- Jean Bertaud (1502-1572), né à La Tour-Blanche, humaniste de la Renaissance[79].

## Pour approfondir